# Peter Kirchberger
Peter Kirchberger (* 7. Mai 1943 in Eutin) ist ein deutscher Schauspieler, Sänger, Synchron-, Hörspiel- und Werbesprecher.

## Leben
Nach einer Ausbildung an verschiedenen Schauspielschulen in Hamburg war Kirchberger zunächst als Musicaldarsteller tätig. In 450 Vorstellungen des Rock-’n’-Roll-Musicals Only You spielte er die Rolle des Elvis Presley. Ferner spielte er am Ohnsorg-Theater den Johnny Kröger in Die Große Freiheit Nr. 7 und war Sänger der Hamburger Formation „Rudolf Rock & die Schocker“, die Ende der 1970er und Anfang der 1980er Jahre einige musikalische Erfolge hatte. Im Fernsehen war er u. a. in den Serien Percy Stuart, Im Auftrag von Madame, Hamburg Transit und Der Fall von nebenan zu sehen.
Darüber hinaus ist Kirchberger seit Ende der 1960er Jahre umfangreich als Synchronsprecher aktiv. So synchronisierte er Elvis Presley in sechs seiner Spielfilme. Zudem war er Stammsprecher von Hauptdarsteller Adam West in 120 Folgen der Originalserie Batman. Ferner lieh er Adriano Celentano (in Hände wie Samt), John Candy (in Uncle Buck) und Stephen Fry (in Oscar Wilde) seine Stimme. Kindern dürfte er als Nachfolger von Gerd Duwner als Ernie aus der Sesamstraße (1997–2001) ein Begriff sein. Fans der Hörspielreihe Die drei ??? kennen Kirchberger als versierten Sprecher in einigen der sogenannten „Klassiker-Folgen“. Zudem war er im Hörspiel Die Hexe Schrumpeldei als Sprecher aktiv. Viele kennen Kirchberger auch als König Julius aus vielen Folgen der beliebten Europa-Reihe Hui Buh. In den Trickfilmen um Wallace & Gromit ist er die deutsche Stimme von Wallace. In den 45 klassischen Zeichentrick-Folgen von Barbapapa (ausgestrahlt ab 1974) sprach Peter Kirchberger sämtliche Rollen, also Barbapapa, Barbamama, die sieben Barbakinder sowie Menschen und Tiere.
Darüber hinaus ist Kirchberger als Dialogbuchautor und Synchronregisseur tätig.
Seine Tochter Stephanie ist ebenfalls Schauspielerin.

## Hörspiel (Auswahl)
- Jean Graton: Michel Vaillant: Öl auf der Piste als Erzähler. Erschienen bei Hörzu produziert von: Metronome Records, Sublabel „Unsere Welt“ (UW 751) 1973
- Enid Blyton: Fünf Freunde und der Zauberer Wu als Professor Hayling. Europa 1979
- Kleiner Roter Traktor als Stumpi. KiKA 2003–2006
- Matthias Wittekindt: Störtebekers Rache. Regie: Norbert Schaeffer. Radio-Tatort, NDR 2010